# Ranunculus oresterus
Ranunculus oresterus är en ranunkelväxtart som beskrevs av L. Benson. Ranunculus oresterus ingår i släktet ranunkler, och familjen ranunkelväxter. Inga underarter finns listade i Catalogue of Life.